# 君を求めて
「君を求めて」（Baby, I Love Your Way）は、ピーター・フランプトンが1975年に発表した楽曲。翌年に発表したライブ・バージョンがヒットした。
後述するように、ウィル・トゥ・パワーやビッグ・マウンテンのバージョンでも知られる。

## 概要
作詞作曲はピーター・フランプトン。グロスタシャーのクリアウェル城、ロニー・レインズ・モービル・スタジオなどで録音された。
「Nassau」というインストゥルメンタルとのメドレーで1975年3月発売のアルバム『フランプトン』に収録。同年8月、アルバムからシングルカットされアメリカで発売されるがチャートには入らなかった。B面は「(I'll Give You) Money」。
1976年1月にアメリカで、2月にイギリスで2枚組のライブ・アルバム『フランプトン・カムズ・アライヴ!』を発表。フランプトンはこのアルバムから再びアメリカでシングルカットする。同年8月に発売されたライブ・バージョンのシングルはビルボード・Hot 100で12位、イージーリスニング・チャートで28位、カナダで3位を記録した。ビルボードの1976年年間チャートで89位を記録した。B面は「It's a Plain Shame」。

## カバー・バージョン
アメリカのダンス・ポップ・バンド、ウィル・トゥ・パワーが、レーナード・スキナードの「フリー・バード」とのメドレーで1988年にエピック・レコードから発表。彼らのシングルはビルボード・Hot 100で1位、アダルト・コンテンポラリー・チャートで2位、カナダで1位、アイルランドで3位、イギリスで6位、ノルウェーで1位を記録した。
1994年2月には、アメリカのレゲエ・バンド、ビッグ・マウンテンがシングルとしてRCAレコードから発表。邦題は「ベイビー、アイ・ラヴ・ユア・ウェイ」。同年2月公開の映画『リアリティ・バイツ』にフランプトンのオリジナル・バージョンが挿入歌として使用されるが、サウンドトラック・アルバムにはビッグ・マウンテンのバージョンが収録された。彼らのバージョンも世界各国で大ヒットした。ビルボード・Hot 100で6位、イギリスで2位、カナダで2位、オーストラリアで4位、ニュージーランドで4位、スペインで1位、デンマークで1位、スウェーデンで1位、スイスで2位、オランダで4位、ベルギーで7位を記録した。
そのほか、ゲイリー・グリッター、ダイアナ・ロス、エマーソン・ノゲイラなどのカバー・バージョンがある。